# Tratado franco-soviético de asistencia mutua

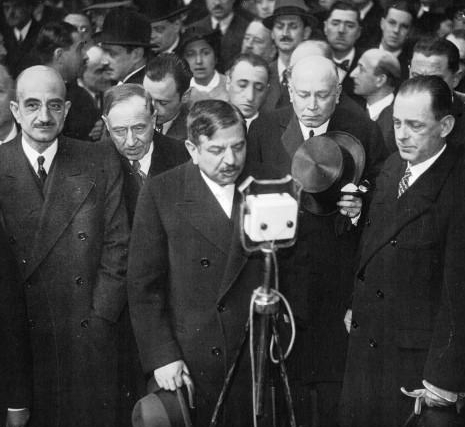
Pierre Laval, Ministro de Relaciones Exteriores de Francia, a su regreso de Moscú en 1935.

El tratado franco-soviético de asistencia mutua fue un acuerdo bilateral entre Francia y la Unión Soviética concluido en 1935, cuyo objetivo fue envolver a la Alemania nazi, reduciendo así la amenaza que esta representaba en el continente europeo. Fue seguido por Louis Barthou, ministro francés de Asuntos Exteriores, pero fue asesinado antes de que finalizaran las negociaciones. Su sucesor, Pierre Laval, era escéptico tanto de la conveniencia como del valor de una alianza con la Unión Soviética. Sin embargo, después de la declaración del rearme alemán en marzo de 1935, el gobierno francés obligó al renuente Ministro de Relaciones Exteriores a completar los arreglos con Moscú que Barthou había iniciado. El pacto se concluyó en París el 2 de mayo de 1935 y fue ratificado por el gobierno francés en febrero de 1936. Las ratificaciones se intercambiaron en Moscú el 27 de marzo de 1936, y el pacto entró en vigor el mismo día. Se registró en la Serie de Tratados de la Sociedad de Naciones el 18 de abril de 1936.
El 2 de mayo de 1935, Francia y la Unión Soviética concluyeron el pacto de asistencia mutua. Laval tomó la precaución de garantizar que el acuerdo bilateral de tratado fuera estrictamente compatible con las disposiciones multilaterales del Pacto de la Sociedad de Naciones y los tratados de Locarno. Lo que esto significaba en la práctica era que la asistencia militar solo podía ser prestada por un signatario al otro después de que se hubiera presentado a la Liga una denuncia de agresión no provocada y solo previa aprobación de los otros signatarios del pacto de Locarno (Reino Unido, Italia y Bélgica). La eficacia de este pacto fue socavada aún más por la insistente negativa del gobierno francés a aceptar una convención militar que estipulara la forma en que los dos ejércitos coordinarían las acciones en caso de guerra con Alemania.
El pacto ya no era lo que Louis Barthou había planeado originalmente, pero permaneció para servir como una hueca amenaza diplomática de guerra en dos frentes para Alemania, si esta perseguía una agresiva política exterior. La mayoría de las potencias de Locarno sentían que solo actuaría como un medio para arrastrarlas a una guerra suicida con Alemania para beneficio de Rusia. Marcó un cambio a gran escala en la política soviética en el séptimo congreso del Comintern de una postura pro-revisionista contra el Tratado de Versalles a una política exterior más orientada hacia el oeste defendida por Maksim Litvínov. Adolf Hitler justificó la remilitarización de Renania por la ratificación del tratado en el Parlamento francés, alegando que se sentía amenazado. Algunos han considerado esta justificación como insincera.[¿quién?]. El ex primer ministro británico durante la Primera Guerra Mundial, David Lloyd George, declaró en la Cámara de los Comunes del Reino Unido que las acciones de Hitler a raíz de este pacto estaban plenamente justificadas y que habría sido un traidor a Alemania si no hubiera protegido a su país .

## Contenido del tratado
Artículo 1
En el caso de que Francia o la Unión Soviética estén sometidas a la amenaza o al peligro de agresión por parte de un Estado europeo, la Unión Soviética y Francia se comprometen recíprocamente a proceder a una consulta mutua inmediata sobre las medidas que deben adoptarse para cumplir las disposiciones del artículo 10 del Pacto de la Sociedad de Naciones.
Artículo 2
En el caso de que, en las circunstancias descritas en el párrafo 7 del artículo 15 del Pacto de la Sociedad de las Naciones, Francia o la Unión Soviética puedan ser, a pesar de las intenciones genuinamente pacíficas de los dos países,  sujetos de agresión no provocada por parte de un Estado europeo, la Unión Soviética y Francia se prestarán mutuamente ayuda y asistencia recíprocas.
Artículo 3
Teniendo en cuenta que, de conformidad con el artículo 16 del Pacto de la Sociedad de Naciones, todo miembro de la Liga que recurre a la guerra en contra de los compromisos asumidos en los artículos 12, 13 o 15 del Pacto se considera ipso facto como cometedor de acto de guerra contra todos los demás miembros de la Liga, Francia y la Unión Soviética se comprometen recíprocamente, [cualquiera de ellos sea objeto de una agresión no provocada], para prestar inmediatamente ayuda y asistencia para activar la aplicación del artículo 16 del Pacto.

Se asume la misma obligación en el caso de que Francia o la Unión Soviética sean objeto de agresión por parte de un Estado europeo en las circunstancias descritas en los párrafos 1 y 3 del artículo 17 del Pacto de la Sociedad de Naciones.
Firma del protocolo
Artículo 1
Queda entendido que el efecto del artículo 3 es obligar a cada Parte Contratante a prestar inmediatamente asistencia a la otra en cuanto se ajuste inmediatamente a las recomendaciones del Consejo de la Sociedad de Naciones tan pronto como se anuncien en virtud del Artículo 16 del Pacto. Asimismo, se entiende que las dos Partes Contratantes actuarán concertadamente para obtener las recomendaciones del Consejo con toda la celeridad que las circunstancias requieran y que, si el Consejo, por cualquier motivo, no hace ninguna recomendación o no alcanza una decisión unánime, sin embargo, la obligación de asistencia se llevará a cabo...